# Samoa Niemieckie
Samoa Niemieckie (niem. Deutsch-Samoa) – niemiecki protektorat istniejący w latach 1900–1914, który obejmował wyspy Upolu i Savaiʻi.

## Historia
Na mocy traktatu pomiędzy Niemcami a Wielką Brytanią i Stanami Zjednoczonymi z dnia 16 lutego 1900, zachodnia część archipelagu Samoa znalazła się pod panowaniem niemieckim. Był to ostatni niemiecki nabytek kolonialny.
W sierpniu 1914 armia nowozelandzka zajęła Samoa Niemieckie.

## Gubernatorzy
- 1900–1911 Wilhelm Heinrich Solf
- 1912–1914 Erich Schultz-Ewerth